# Кавасима, Синдзи
Синдзи Кавасима (яп. 川嶋 伸次; род. 4 июня 1966, Сайтама) — японский легкоатлет, специалист по бегу на длинные дистанции и марафону. Выступал как элитный бегун в 1990—2000-х годах, участник ряда крупных международных соревнований, в том числе летних Олимпийских игр в Сиднее.

## Биография
Синдзи Кавасима родился 4 июня 1966 года в Токио, Япония.
Детство провёл в префектуре Сайтама, учился в местной средней школе, затем был студентом Университета Мэйдзи и Японского университета спортивной науки. Неоднократно принимал участие в различных школьных и студенческих соревнованиях, имеет большой опыт выступлений в эстафетных гонках экидэн. Закончив обучение, с 1989 года представлял легкоатлетическую команду коммерческой компании Asahi Kasei.
Регулярно бегал марафоны с 1990 года, в частности в 1991 году одержал победу на марафоне в Набеоке (2:17:58) и на марафоне в Голд-Косте (2:14:01), в 1992 году закрыл десятку сильнейших на Марафоне Беппу — Оита (2:14:45) и стал третьим на Марафоне озера Бива (2:14:22).
В 1993 году с достаточно высоким результатом 2:10:41 занял пятое место на Фукуокском марафоне, два года спустя повторил этот результат на Токийском марафоне. Рассматривался в качестве кандидата на участие в Олимпиаде в Атланте, но в итоге присутствовал в олимпийской сборной лишь в качестве запасного бегуна.
В 1997 году с результатом 2:11:13 стал бронзовым призёром Токийского марафона. Попав в основной состав японской национальной сборной, отметился выступлением на чемпионате мира в Афинах, где в зачёте марафона занял итоговое 25 место (2:22:33).
В 1998 году был восьмым на Чикагском марафоне (2:10:07).
В 1999 году выиграл серебряную медаль Наганского марафона (2:13:38).
На Марафоне озера Бива 2000 года пришёл к финишу вторым, уступив только испанцу Мартину Фису, и установил свой личный рекорд в данной дисциплине — 2:09:04. Благодаря этому удачному выступлению удостоился права защищать честь страны на летних Олимпийских играх в Сиднее — в программе мужского марафона показал время 2:17:21, расположившись в итоговом протоколе соревнований на 21 позиции.
После сиднейской Олимпиады Кавасима ещё в течение некоторого времени оставался действующим элитным бегуном и продолжал принимать участие в крупнейших международных стартах. Так, в 2001 году он стал третьим на Марафоне Беппу — Оита (2:10:36), закрыл десятку сильнейших на Хоккайдском марафоне (2:23:15), показал пятый результат в зачёте Гонолульского марафона (2:19:25).